# Antidaphne viscoidea
Antidaphne viscoidea là một loài thực vật có hoa trong họ Santalaceae. Loài này được Poepp. & Endl. mô tả khoa học đầu tiên năm 1838.